# Arthur Champion, Baron Champion
Arthur Joseph Champion, Baron Champion PC JP (* 26. Juli 1897 in Glastonbury, Somerset; † 2. März 1985 in Pontypridd, Wales) war ein britischer Politiker der Labour Party, der vierzehn Jahre lang Abgeordneter des House of Commons war sowie 1962 als Life Peer aufgrund des Life Peerages Act 1958 Mitglied des House of Lords wurde.

## Leben
Nach dem Schulbesuch leistete Champion während des Ersten Weltkrieges seinen Militärdienst und begann danach eine Berufstätigkeit als Angestellter bei der Eisenbahn.
Bei den Unterhauswahlen am 5. Juli 1945 wurde Champion als Kandidat der Labour Party erstmals zum Abgeordneten in das House of Commons gewählt, indem er im Wahlkreis Derbyshire Southern den amtierenden Wahlkreisinhaber der Conservative Party, Paul Emrys-Evans, mit einer Mehrheit von knapp 23.000 Stimmen schlug. Nach einer Wahlkreisreform wurde er bei den Unterhauswahlen am 23. Februar 1950 im Wahlkreis Derbyshire South East erneut zum Abgeordneten gewählt und vertrat diesen Wahlkreis, bis er bei den Unterhauswahlen am 8. Oktober 1959 mit nur zwölf Stimmen Unterschied gegen John Jackson, den Kandidaten der konservativen Tories, verlor.
Nachdem Champion zwischen 1949 und 1951 Parlamentarischer Privatsekretär war, fungierte er zwischen April und Oktober 1951 in der Regierung von Premierminister Clement Attlee als Parlamentarischer Sekretär beim Minister für Landwirtschaft und Fischerei (Minister of Agriculture and Fisheries), Tom Williams.
Durch ein Letters Patent vom 11. Mai 1962 wurde Champion, der zeitweilig auch Friedensrichter (Justice of the Peace) war, als Life Peer mit dem Titel Baron Champion, of Pontypridd in the County of Glamorgan, in den Adelsstand erhoben und gehörte damit bis zu seinem Tod dem House of Lords als Mitglied an.
Nach dem Wahlsieg der Labour Party bei den Unterhauswahlen am 15. Oktober 1964 wurde Baron Champion von Premierminister Harold Wilson zum Minister ohne Geschäftsbereich ernannt und bekleidete diese Funktion bis 1967. 1967 wurde er zudem zum Privy Councillor ernannt.